# Marcel Lejeune
Marcel Lejeune – francuski zapaśnik walczący w obu stylach. Srebrny medalista mistrzostw Europy w 1933; piąty w 1947; uczestnik zawodów w 1934 roku.